# Knubbgråskivling
Knubbgråskivling (Tephrocybe putida) är en svampart som först beskrevs av Elias Fries, och fick sitt nu gällande namn av Meinhard (Michael) Moser 1967. Tephrocybe putida ingår i släktet Tephrocybe och familjen Lyophyllaceae.   Inga underarter finns listade i Catalogue of Life.
I den svenska databasen Dyntaxa används istället namnet Lyophyllum putidum för samma taxon.  Arten är reproducerande i Sverige.